# Hemaris
Hemaris là một chi bướm đêm trong họ Sphingidae, gồm 17 loài sinh sống ở miền Toàn bắc, bốn trong số đó bay ở Bắc và Nam Mỹ, 3 bay ở châu Âu. Cây chủ chính của chúng là cây thân thảo và cây bụi của họ Dipsacaceae (Teasel) và Caprifoliaceae (kim ngân). 

## Các loài
- Hemaris affinis - (Bremer 1861)
- Hemaris aksana - (Le Cerf 1923)
- Hemaris alaiana - (Rothschild & Jordan, 1903)
- Hemaris beresowskii - Alpheraky 1897
- Hemaris croatica - (Esper 1800)
- Hemaris dentata - (Staudinger 1887)
- Hemaris diffinis - (Boisduval 1836)
- Hemaris ducalis - (Staudinger 1887)
- Hemaris fuciformis - (Linnaeus 1758)
- Hemaris galunae - Eitschberger, Müller & Kravchenko, 2005
- Hemaris gracilis - (Grote & Robinson 1865)
- Hemaris molli - Eitschberger, Müller & Kravchenko, 2005
- Hemaris ottonis - Rothschild & Jordan 1903
- Hemaris radians - (Walker 1856)
- Hemaris rubra - Hampson 1893
- Hemaris saldaitisi - Eitschberger, Danner & Surholt, 1998
- Hemaris saundersii - (Walker 1856)
- Hemaris staudingeri - Leech 1890
- Hemaris syra - (Daniel 1939)
- Hemaris thetis - Boisduval, 1855
- Hemaris thysbe - (Fabricius 1775)
- Hemaris tityus - (Linnaeus 1758)
- Hemaris venata - Felder 1861

## Thư viện ảnh

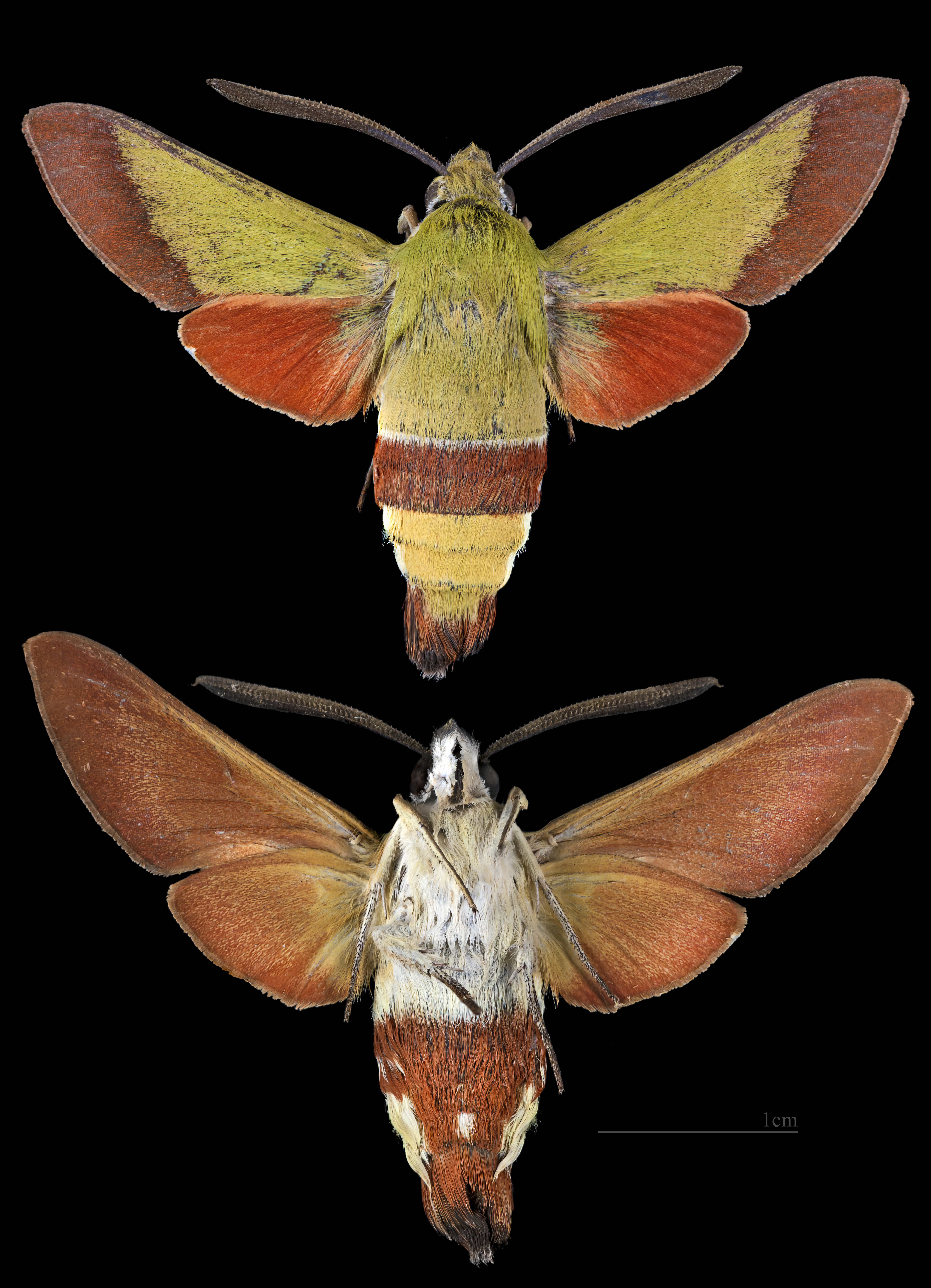
Hemaris croatica
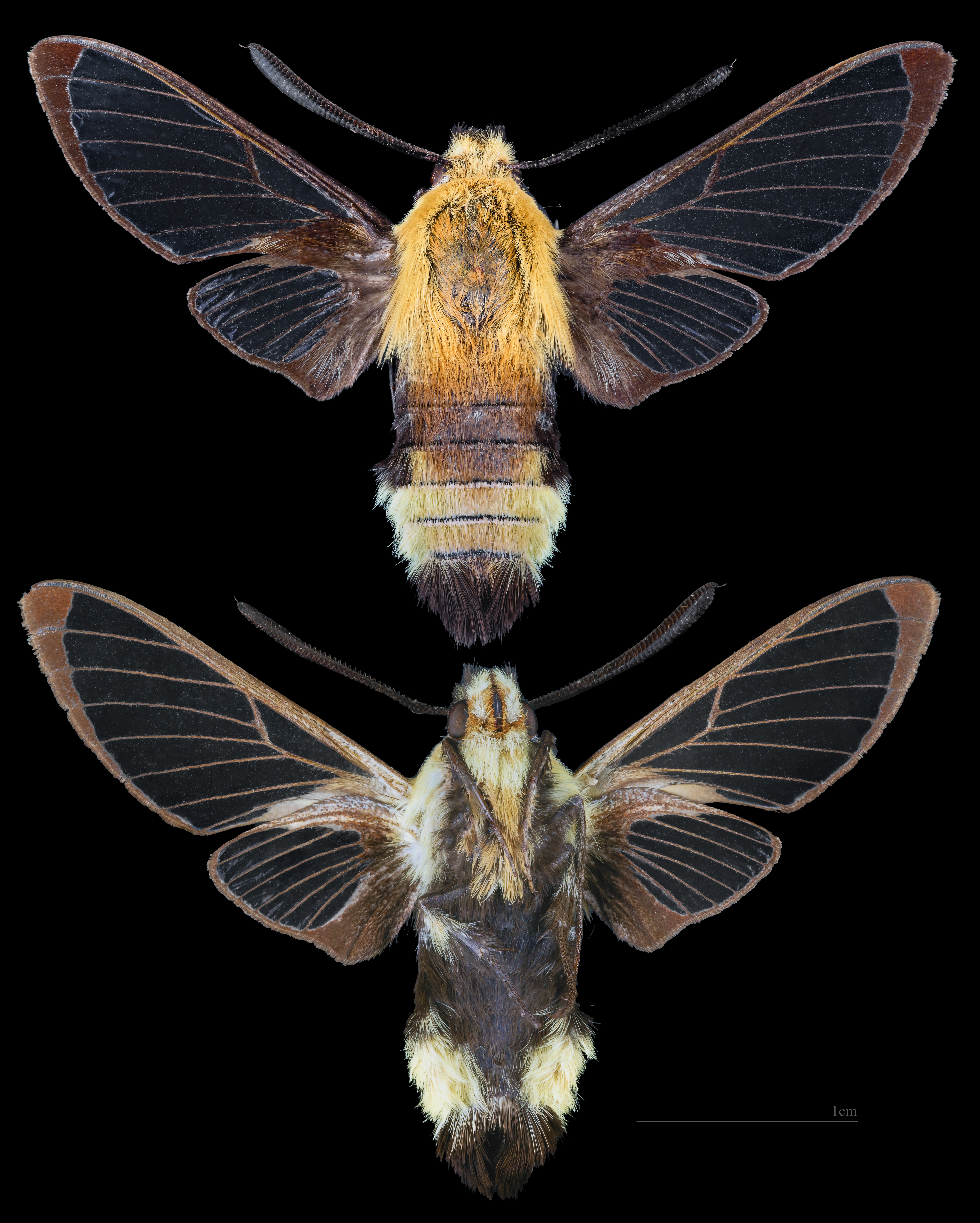
Hemaris diffinis
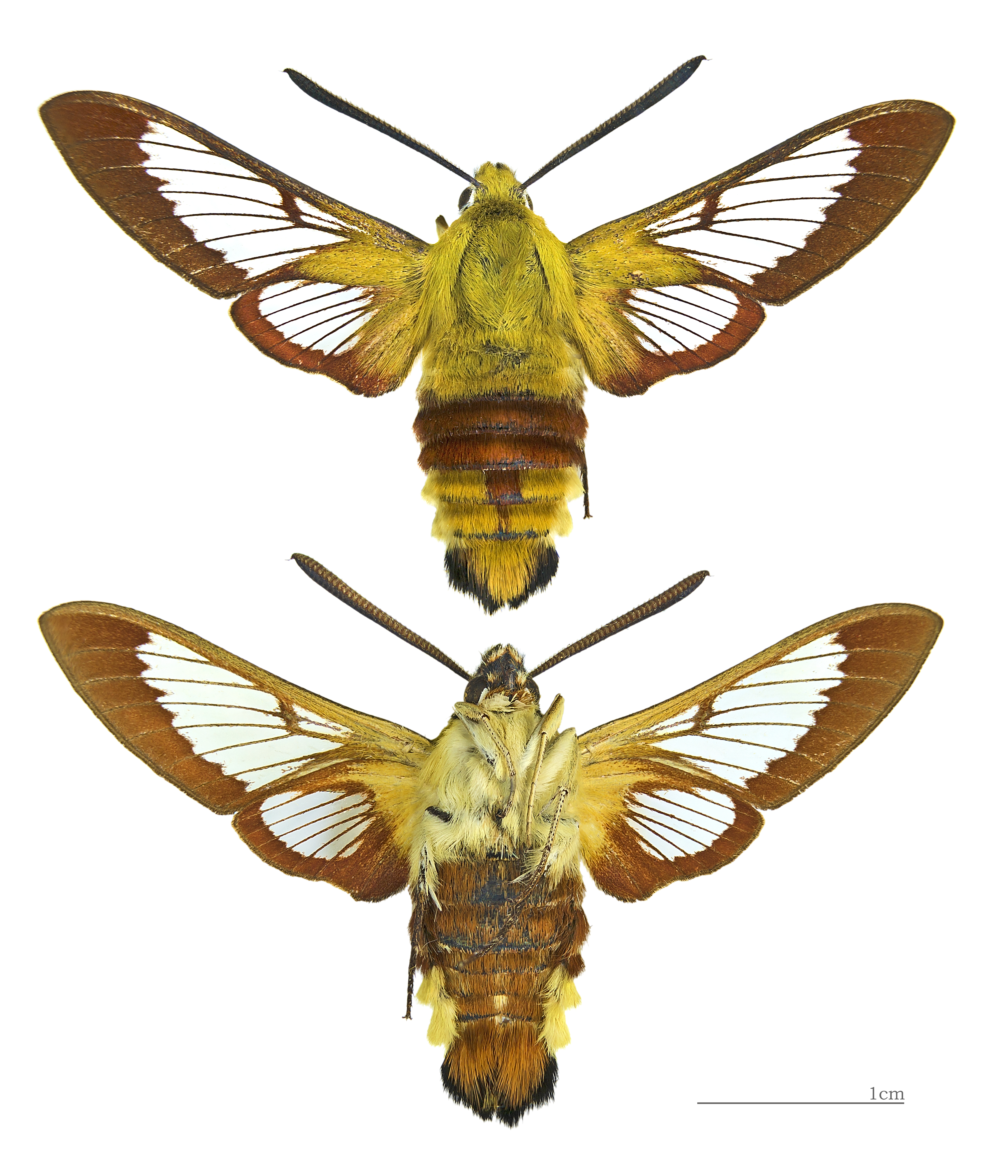
Hemaris fuciformis
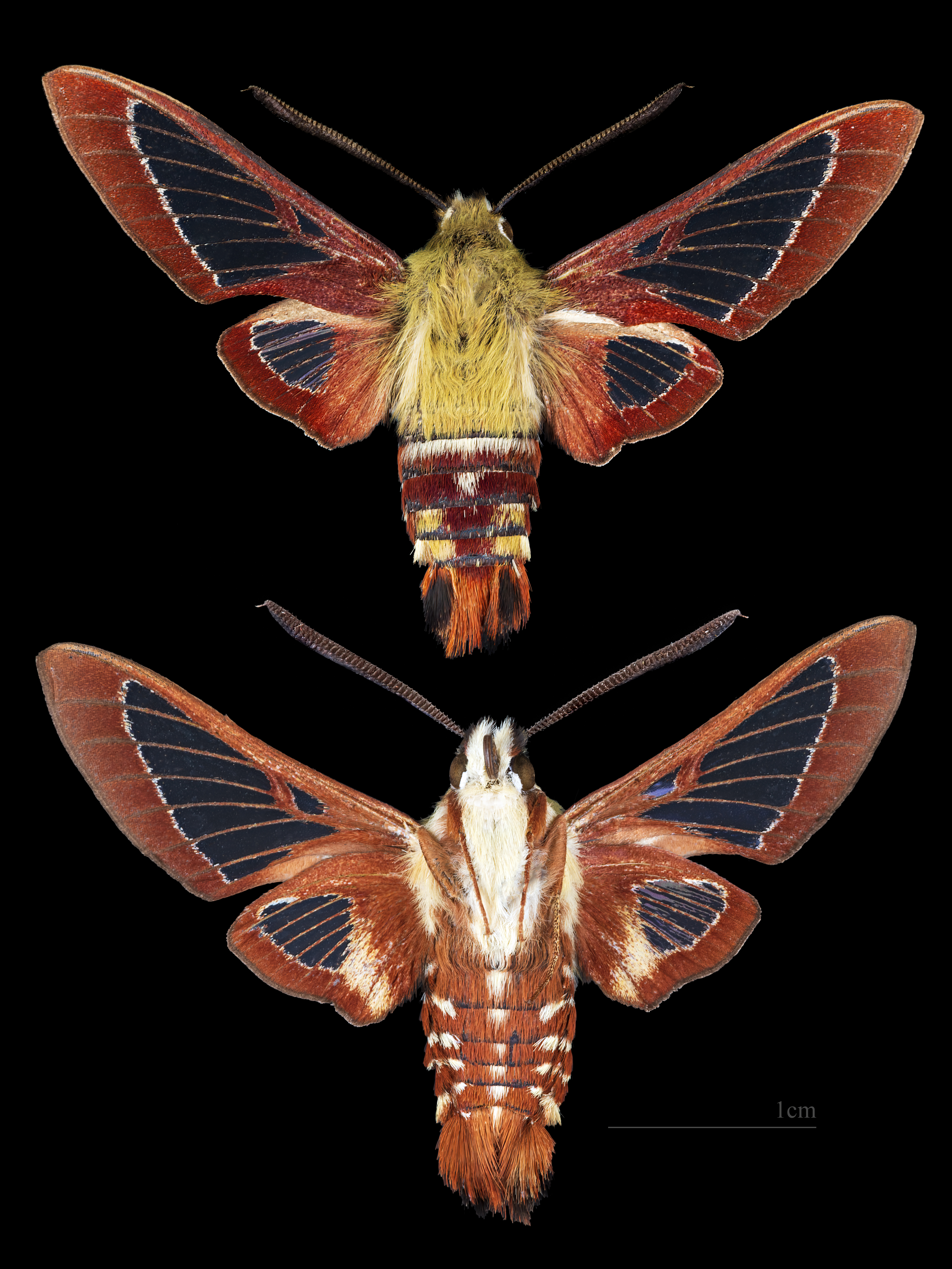
Hemaris gracilis
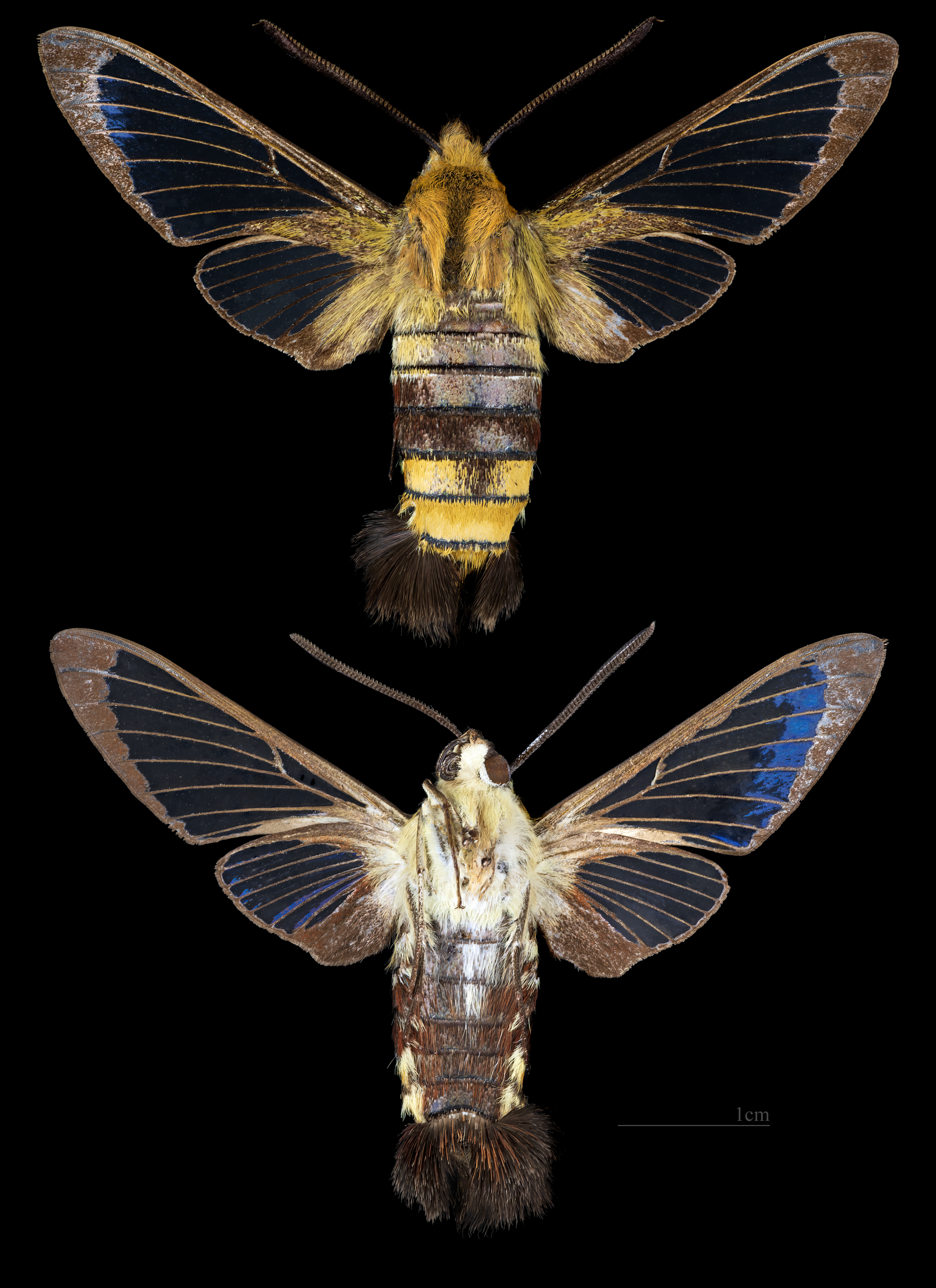
Hemaris saundersii
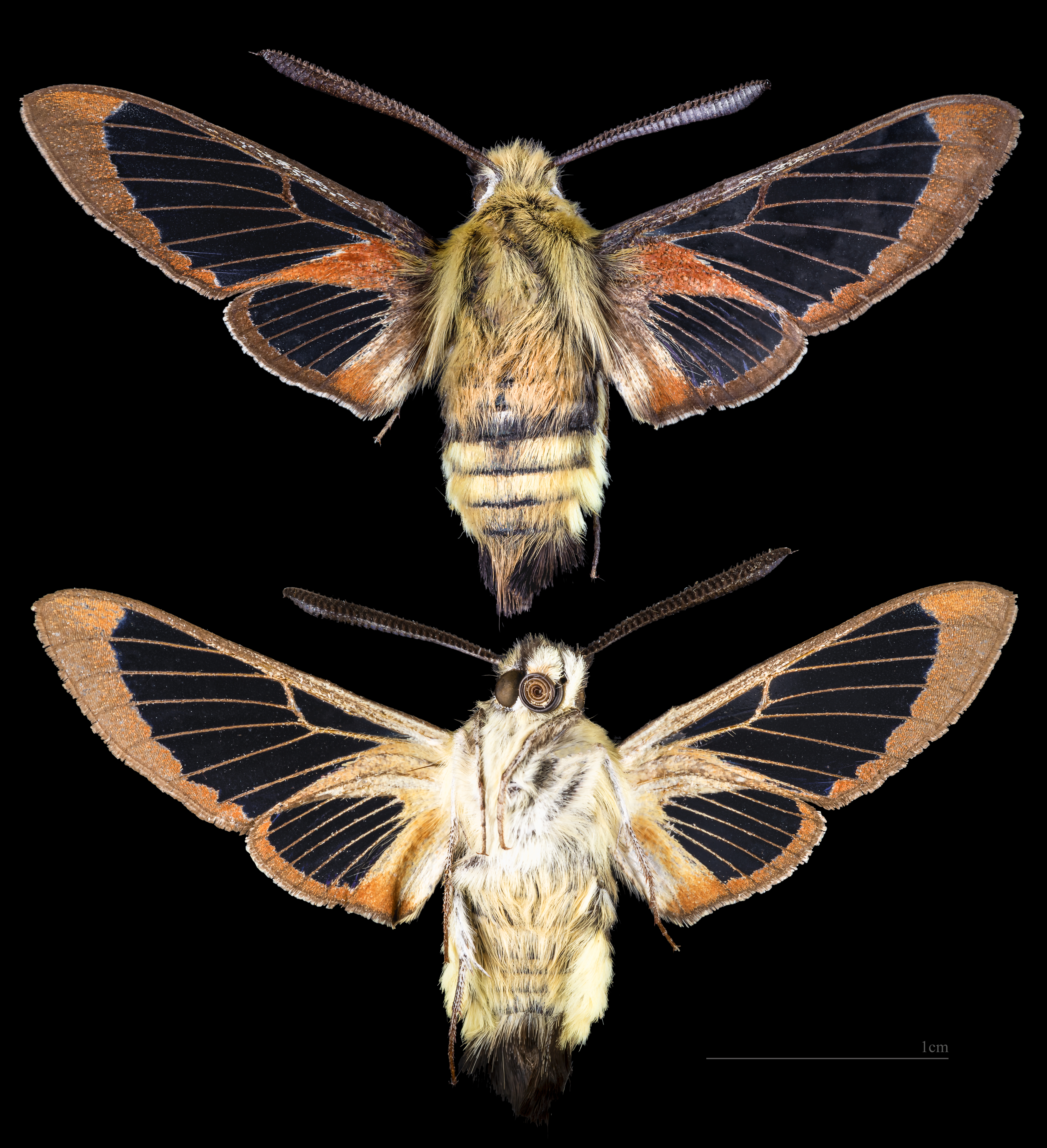
Hemaris thetis
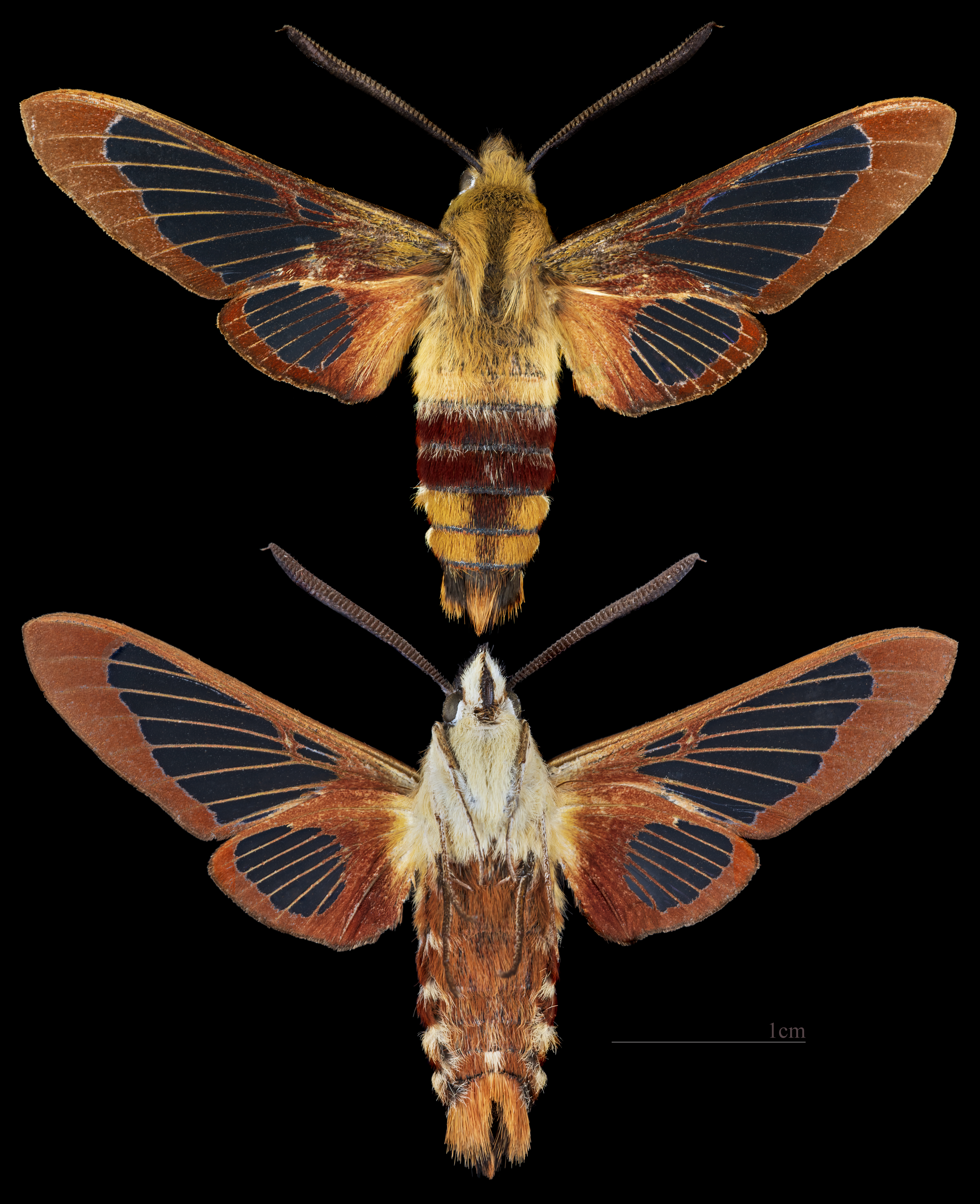
Hemaris thysbe
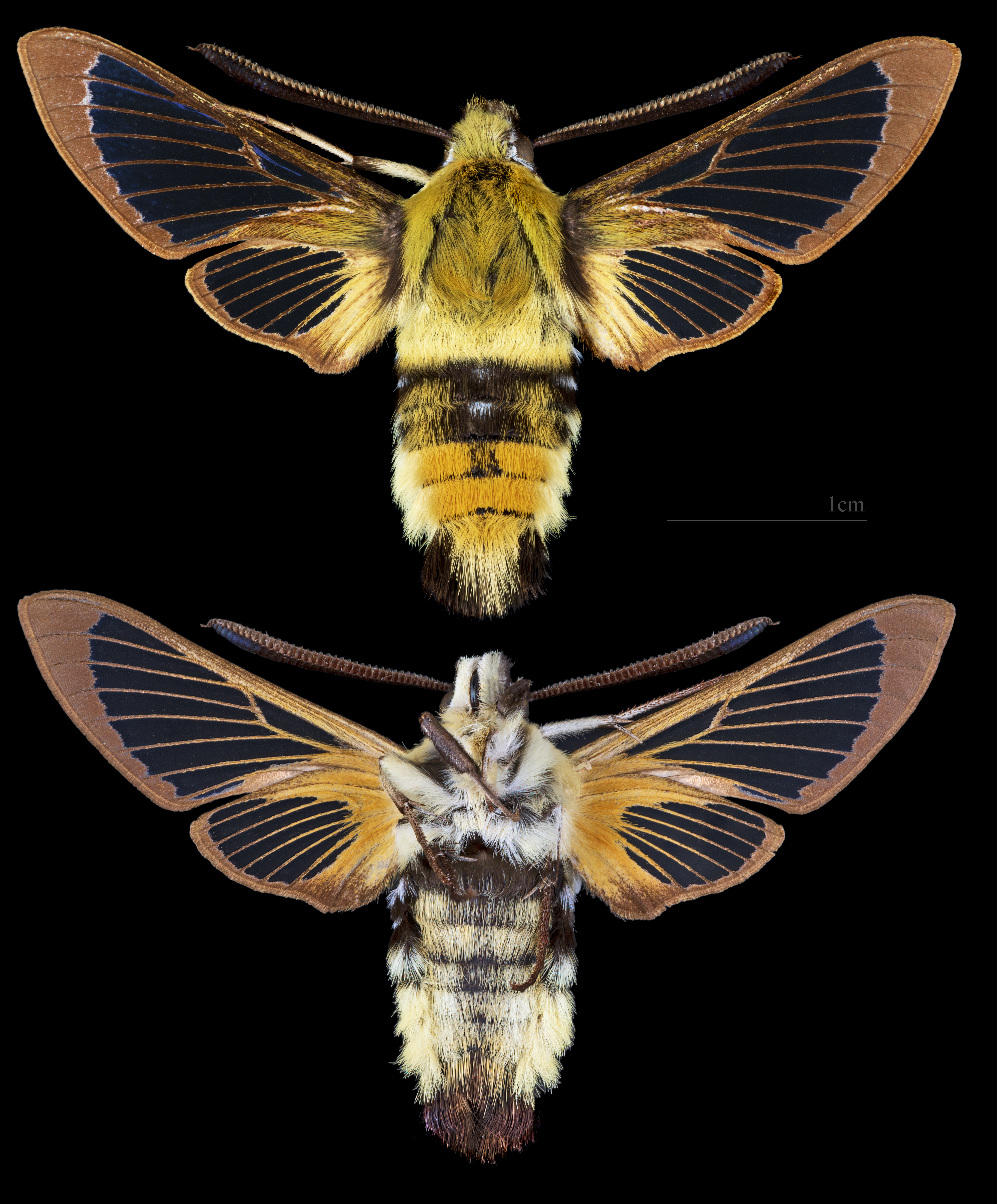
Hemaris tityus